# خطة اللعب (فلم)
خطة اللعب (بالإنجليزية: The Game Plan) هو فيلم كوميدي عائلي رياضي أمريكي، تم إنتاجه في عام 2007، من إخراج آندي فيكمان وسيناريو نيكول ميلارد وكاثرين برايس، من بطولة دوين جونسون، وماديسن بتيس وكيرا سيدقويك.

## طاقم التمثيل
- دوين جونسون
- ماديسن بتيس
- روسيلين سانشيز
- كيرا سيدقويك
- موريس تشيسنت
- بيج توركو
- هايز ماكارثور
- براين جي وايت
- جمال داف
- لورين ستورم
- غوردون كلاب
- كيت نوتا
- روبرت تورتى
- إليزابيث شامبيرس

## روابط خارجية
- مقالات تستعمل روابط فنية بلا صلة مع ويكي بيانات